# كرينه عثمان
كرينه عثمان (9 نوفمبر 1997 - ) لاعبة المنتخب الأردني للترايثلون، بدأت في ممارسة رياضة الترايثلون في عام 2016 وإنضمت رسمياً إلى صفوف المنتخب الأردني في مايو عام 2017.

## إنجازاتها
- المركز الأول في بطولة غرب آسيا بالبحرين لفئة تحت 23 عاماً عام 2019 [2]

- المركز الثاني في بطولة كأس أفريقيا والبطولة العربية بشرم الشيخ لفئة المختلط في عام 2019
- المركز الثالث في بطولة كأس أفريقيا والبطولة العربية بشرم الشيخ لفئة السيدات تحت 23 عاماً في عام 2019 [3]

- المركز الثاني في بطولة كأس آسيا وغرب آسيا في مدينة العقبة لفئة السيدات عام 2018 [4]

- المركز الأول في البطولة العربية بشرم الشيخ لفئة السيدات تحت 23 عاماً في عام 2018 [1]
- المركز الثالث في بطولة كأس آسيا وغرب آسيا في مدينة العقبة لفئة السيدات عام 2017
- المركز الأول في بطولة أفريقيا والبطولة العربية بشرم الشيخ لفئة الشابات عام 2016